# Пиндаль (пещера)
Пинда́ль — пещера на севере Испании, известная своими палеолитическими наскальными изображениями, относящимися к эпохе позднего Мадлена. Она расположена на побережье Бискайского залива в восточной части автономного сообщества Астурия, неподалёку от города Овьедо. Пещера представляет собой длинную галерею протяжённостью около 300 метров без боковых ответвлений.

## Открытие и исследования
Пещеру Пиндаль открыл в 1908 году испанский археолог Эрмилио Алькальде дель Рио. В отличие от других памятников палеолита, здесь пока не обнаружен культурный слой, что затрудняет точное датирование изображений. Однако их стилистические особенности позволяют отнести их к позднему этапу верхнего палеолита.

## Наскальные рисунки
Рисунки сосредоточены на пяти основных участках, главный из которых — так называемое «центральное панно» — расположен в 240 метрах от входа и тянется по правой стене коридора на протяжении 20 метров. Здесь представлено около 50 изображений, включая фигуры животных и абстрактные знаки. 

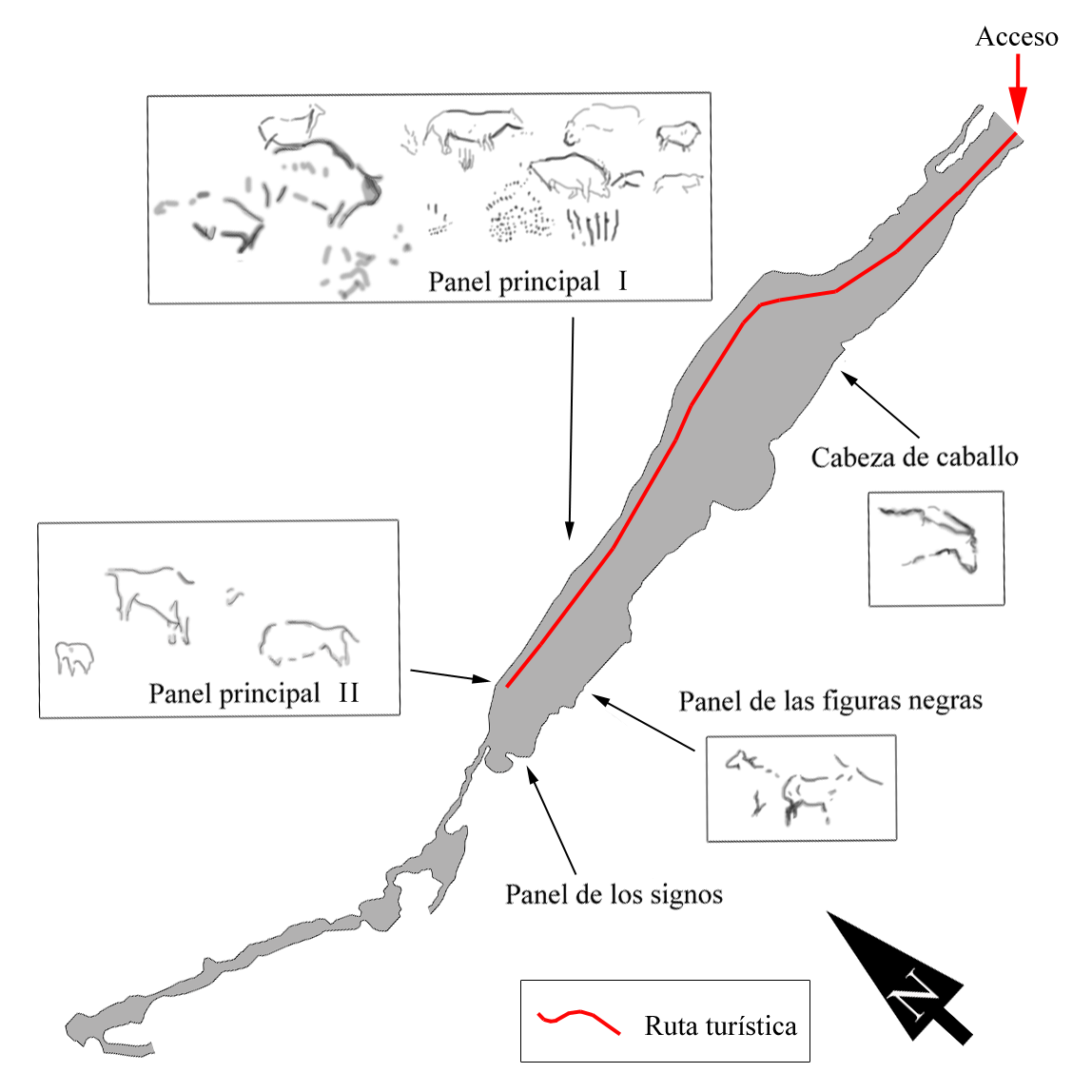

На стенах пещеры были опознаны 13 зубров, 8 лошадей, одна лань, несколько самок оленя, два мамонта, а также изображения рыб и других неопознанных объектов. Рисунки выполнены в красных и чёрных цветах. Вдобавок к животным, в пещере обнаружены различные знаки: точки, линии, параллельные черты и геометрические фигуры.
Исследователи Никольский и Питулько провели анализ двух изображений мамонтов из пещер Пиндаль и Руффиньяк (Франция) и пришли к выводу, что эти изображения могут указывать на сцены охоты. Они предположили, что пятно в форме сердца, расположенное в середине изображения мамонта из Пиндаля, символизирует серьёзную рану, нанесённую охотниками.

## Современное значение
Пещера Пиндаль включена в список Всемирного наследия ЮНЕСКО как часть комплекса памятников наскального искусства на севере Испании. Она открыта для посещения, однако доступ туристов ограничен в целях сохранения уникальных изображений. В последние годы проводятся исследования, направленные на изучение влияния климатических условий на сохранность наскальных рисунков.